# César Moreau
Pour les articles homonymes, voir Moreau (nom de famille).
Claude Clément César Moreau est un économiste et statisticien français né à Marseille le 22 novembre 1791 et mort à Paris le 28 novembre 1860.

## Biographie
César Moreau est le fils de Joseph Alphonse Moreau et de Marie Guigue.
À 15 ans, César Moreau est employé par les ministères de la Guerre et de l'Intérieur à Cassel. À la fin de 1810, il quitte la Westphalie pour se rendre en Espagne, alors occupée par l'armée française. Il y a occupé le poste d'inspecteur des vivres, puis d'adjoint au commissaire des guerres pendant trois ans. Pendant la campagne de France il s'est enrôlé le 21 mai 1813 dans le 3e régiment de gardes d'honneur avec le grade de maréchal-des-logis. Il a participé aux combats en 1813 et 1814. Il a eu un cheval tué sous lui à la bataille de Hanau. Léopold de Saxe-Cobourg, dont il avait fait la connaissance en 1809, le recommande au duc de Richelieu, ministre des Affaires étrangères depuis le 24 septembre 1815. Le 30 juin 1816, il est nommé élève vice-consul à Londres auprès du consul-général de France, Armand-Louis-Maurice Séguier. Le règlement ministériel du 11 juin 1816 pour les élèves vice-consul leur impose cde connaître les intérêts commerciaux français et d'analyser les ouvrages les plus remarquables en matière de commerce, d'économie politique et de statistique. Il va entreprendre des recherches statistiques sur la richesse de la Grande-Bretagne à partir de 1697. À la suite de ses études, il présente un mémoire qui est remarqué par le duc de Richelieu. Il fait ensuite une étude statistique du commerce des grains et farines dans les îles britanniques entre 1792 et 1819. à Londres de 1816 à 1831. Il participe à la rédaction des mémoires chaque année entre 1822 et 1826. Ses recherches statistiques l'ont amené à rencontrer des savants anglais. Les sociétés savantes anglaises lui ont demandé de servir d'intermédiaire auprès des sociétés savantes françaises. Il va devenir membre de plusieurs d'entre elles entre 1817 et 1836. Il se marie à Londres en 1821 avec la fille unique de feu Robert Wemyss Spearman (son épouse meurt en 1850). Il est nommé vice-consul à Londres le 24 août 1825. Le 15 février 1827, César Moreau est reçu comme membre résidant à la Royal Society.
Il rentre en France en janvier 1828. Il est alors mis en congé mais, Auguste Ferron de La Ferronnays, ministre des Affaires étrangères , lui demande de faire les études statistiques qui lui demandera la division des affaires commerciales de son ministère. Il est nommé chevalier de la Légion d'honneur le 29 octobre 1828.
En 1829, il fonde la « Société française de statistique universelle », et, en 1830, l’« Académie agricole, manufacturière et
commerciale ». Des problèmes de santé et des difficultés à maintenir la Société française de statistique universelle ont amené César Moreau à donner sa démission de sa fonction de directeur le 5 mai 1843.
Il est nommé vice-consul de France à Trébizonde, en Turquie, en février 1830 mais il n'a jamais occupé ce poste.
En 1835, il a créé, avec l'autorisation du Grand-Orient de France, la revue « L'Univers maçonnique », ou Revue générale  des progrès et acquisitions de l'esprit humain dans toutes les branches des connaissances maçonniques (lire en ligne).
Vers la fin de l'année 1839, la reine du Portugal l'a nommé chevalier de l'Ordre royal Notre-Dame de la Conception

## Publications
- État du commerce  de la Grande-Bretagne, avec toutes les parties du monde, de 1697 à 1824, année par année (les années de paix séparées de celles de guerre), 1824
- État du commerce , de la navigation, des revenus, des dépenses, de la dette des possessions anglaises dans les Indes-Orientales, 1825
- Archives chronologiques de la marine royale et marchande britannique de 827 à 1827, 1827
- Aperçu du commerce (général et spécial, importation et exportation) du royaume de France en 1827 avec l'Europe, l'Asie, l'Afrique et l'Amérique, Paris, Treuttel et Würtz, 1828
- « Mémoire historique sur la fondation de la Société française de statistique universelle », Bulletin de la Société française de statistique universelle, t. II,‎ 1831, p. 90-116 (lire en ligne)
- « Notice historique sur César Moreau (de Marseille), chevalier de la Légion d'honneur, fondateur de l'Académie agricole, manufacturière et commerciale, rédigée par lui-même », Bulletin de la Société française de statistique universelle, t. II,‎ 1831, p. 117-131 (lire en ligne)
- « Pièces justificatives à l'appui de la notice biographique de M. César Moreau (de Marseille) », Bulletin de la Société française de statistique universelle, t. II,‎ 1831, p. 132-143 (lire en ligne)
- Précis sur la franc-maçonnerie, son origine, son histoire, ses doctrines et opinions diverses sur cette ancienne et célèbre institution, 1855